# 渚・モデラート
「渚・モデラート」（なぎさモデラート）は、日本のギタリストである高中正義が1985年6月21日にリリースした13枚目のシングルである。

## 解説
Kitty Recordsから東芝EMI内のレーベル『EASTWORLD』へ移籍後初のシングルで、アルバム『TRAUMATIC 極東探偵団』の先行シングルである。
「渚・モデラート」は、薬師丸ひろ子が出演した東芝ビデオ「ビュースター」CMソング。ジャケットはCMで使用された砂の城が写されている。
1980年5月21日に発表された「BLUE LAGOON」に次いで、高中を最も代表する曲であり、コンサートでは必ず演奏される楽曲である。

## 収録曲
| 全作曲: 高中正義、全編曲: 高中正義・新川博。 |                    |            |            |          |      |
| #                                            | タイトル           | 作詞       | 作曲・編曲 | コーラス | 時間 |
| 1.                                           | 「渚・モデラート」 | リリカ新里 | 高中正義   | EVE      | 4:43 |
| 2.                                           | 「Chase」          |            | 高中正義   |          | 4:14 |
| 合計時間:                                    | 合計時間:          | 合計時間:  | 合計時間:  | 8:57     |      |

## 収録アルバム
| 楽曲           | アルバム                               | 発売日         | 備考                   |
| -------------- | -------------------------------------- | -------------- | ---------------------- |
| 渚・モデラート | 『TRAUMATIC 極東探偵団』               | 1985年7月21日  | 12thオリジナルアルバム |
| 渚・モデラート | 『SWEET NOIZ MAGIC -Master Mix Best-』 | 1987年11月25日 | 5thベスト・アルバム    |
| Chase          | 『TRAUMATIC 極東探偵団』               | 1985年7月21日  | 12thオリジナルアルバム |
| Chase          | 『SWEET NOIZ MAGIC -Master Mix Best-』 | 1987年11月25日 | 5thベスト・アルバム    |